# Castelmaurou
Castelmaurou är en kommun i departementet Haute-Garonne i regionen Occitanien i södra Frankrike. Kommunen ligger i kantonen Toulouse 15e Canton som tillhör arrondissementet Toulouse. År 2022 hade Castelmaurou 4 491 invånare.

## Befolkningsutveckling
Antalet invånare i kommunen Castelmaurou
Referens:INSEE